# Fusciphantes okiensis
Fusciphantes okiensis is een spinnensoort in de taxonomische indeling van de hangmatspinnen (Linyphiidae).
Het dier behoort tot het geslacht Fusciphantes. De wetenschappelijke naam van de soort werd voor het eerst geldig gepubliceerd in 1995 door Ihara.